# Roman Kirsch

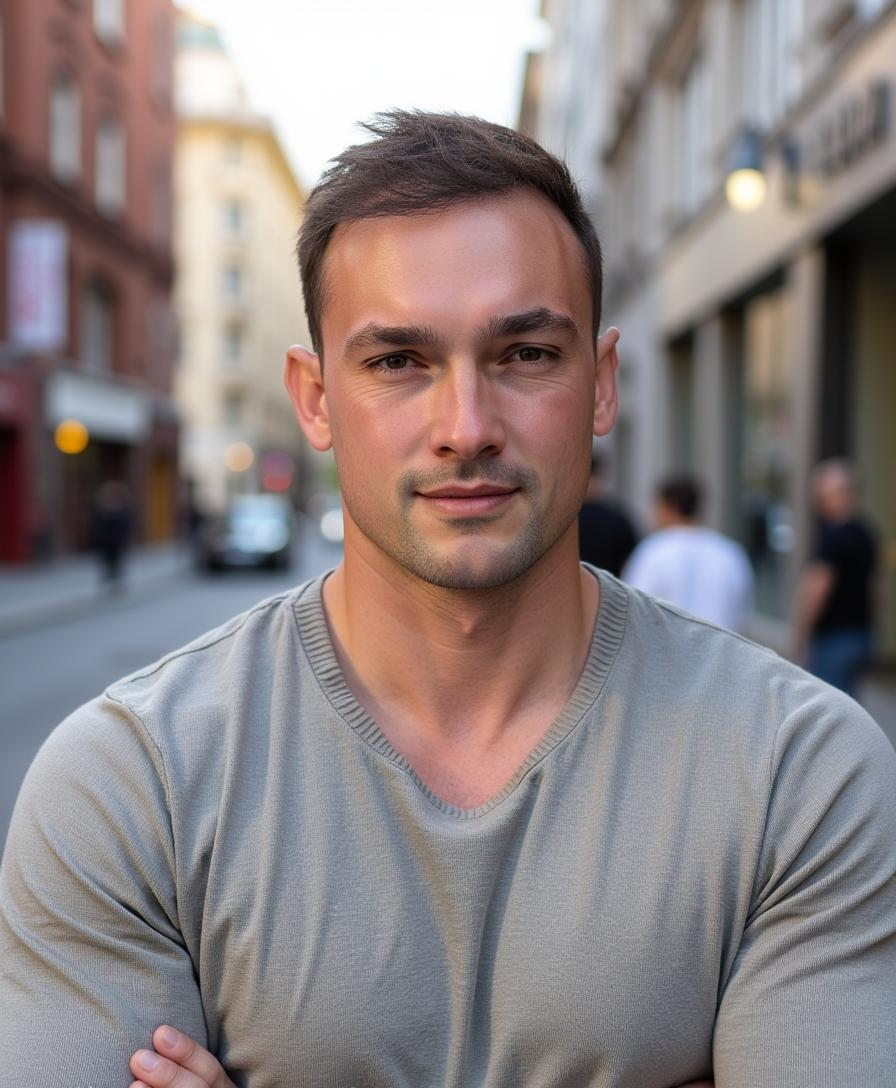
Roman Kirsch (2024)

Roman Kirsch (* 3. Juli 1988 in Alma-Ata, Kasachische SSR) ist ein deutscher Start-Up- und Handelsunternehmer und Investor.

## Leben
Roman Kirsch wurde 1988 geboren und wanderte 1993 mit seinen Eltern nach Deutschland ein. Er wuchs in Hamburg auf. Im Jahr 2002 gründete Kirsch im Alter von 15 Jahren ein Souvenirgeschäft in Hamburg. Praktika absolvierte er unter anderem bei Bang & Olufsen, JPMorgan und Goldman Sachs.
Kirsch erwarb einen Bachelor in Business Administration an der WHU – Otto Beisheim School of Management und anschließend einen Master in Finance, Accounting und Management an der London School of Economics. Er studierte zudem an der University of Southern California sowie am Indian Institute of Management in Bangalore.
2011 gründete Kirsch das Möbelunternehmen Casacanda, das im Februar 2012 von Fab.com übernommen wurde. Er blieb bis Ende 2012 CEO von Fab Europe.
2012 beteiligte sich Kirsch als Investor über seine Gesellschaft Rapid Pioneers an Amorelie, das später an ProSiebenSat.1 verkauft wurde.
2013 gründete er gemeinsam mit Matthias Wilrich und Robin Müller den Onlinehändler Lesara. Das Unternehmen expandierte schnell und erhielt 2016 und 2017 Auszeichnungen als eines der am schnellsten wachsenden Technologieunternehmen in Europa bzw. Deutschland. Im November 2018 stellte Lesara nach gescheiterten Finanzierungsverhandlungen einen Insolvenzantrag.
Über Rapid Pioneers investierte Kirsch in weitere Unternehmen, darunter die Wellnessmarke Fitvia, die 2019 mehrheitlich von Dermapharm Holding übernommen wurde, die Kosmetikmarke Yepoda, das HR-Tech-Unternehmen Global Talent Co., die Couponing-Plattform Lumaly sowie das Solarunternehmen Enpal GmbH.
2021 brachte Kirsch das Investmentvehikel Tio Tech an die NASDAQ, konnte jedoch innerhalb der vorgesehenen Frist keine Übernahme abschließen, woraufhin das Unternehmen 2023 liquidiert wurde.

## Ehrungen und Auszeichnungen
Das US-amerikanische Wirtschaftsmagazin Forbes nahm Kirsch im Januar 2016 in seine „30 unter 30 Europa“-Liste auf.
Er wurde 2017 von Horizont und den „Online Marketing Rockstars“ unter die 10 einflussreichsten Menschen in der Digitalmarketing-Branche gekürt.
2017 nahm ihn das deutsche Wirtschaftsmagazin Capital in seine „Junge Elite – die Top 40 unter 40“-Liste auf.